# Typos
Le Typos de Constant II (également appelé Type de Constant II) est un édit promulgué par l’empereur byzantin Constant II en 648, dans le but de désamorcer la confusion et les querelles entourant la doctrine christologique du monothélisme. Depuis plus de deux siècles, un vif débat oppose les partisans de la position chalcédonienne orthodoxe — qui définit le Christ comme possédant deux natures en une seule personne — aux opposants miaphysites, qui soutiennent que Jésus-Christ ne possède qu’une seule nature. À cette époque, l’Empire byzantin est en guerre quasi permanente depuis cinquante ans et a perdu de vastes territoires. Il subit de fortes pressions pour restaurer l’unité intérieure, mais y parvient difficilement en raison du grand nombre de Byzantins qui rejettent le concile de Chalcédoine au profit du monophysisme (autre nom du miaphysisme).
Le Typos tente de mettre fin à toute la controverse, sous peine de lourdes sanctions. Cela va jusqu’à l’enlèvement du pape à Rome afin de le juger pour haute trahison, et à la mutilation de l’un des principaux opposants au Typos. Constant II meurt en 668. Dix ans plus tard, son fils Constantin IV, tout juste victorieux de ses ennemis arabes et alors que les provinces à majorité monophysite sont définitivement perdues, convoque le Troisième concile de Constantinople. Celui-ci décide, à une écrasante majorité, de condamner le monophysisme, le monothélisme, le Typos de Constant II et ses principaux partisans. Constantin appose son sceau aux décisions du concile et réunit ainsi la partie de la chrétienté qui n’est pas passée sous suzeraineté arabe.

## Contexte historique

### Contexte politique

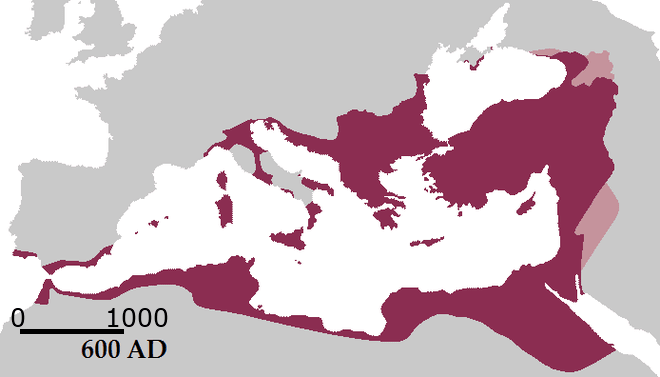
Empire sous Maurice en 600 ap. J.-C.

Empire byzantin en 650 ap. J.-C.

En 628, l’Empire byzantin, chrétien, et l’Empire sassanide d’Iran, zoroastrien, mirent fin à une éprouvante guerre de vingt-six ans. Les deux États étaient complètement épuisés. Les Byzantins avaient vu la majeure partie de leur territoire envahie et une large portion de celui-ci dévastée. Ils se trouvaient donc vulnérables face à l’émergence soudaine du califat rachidun islamique en Arabie, dont les forces envahirent les deux empires quelques années seulement après la guerre. Les armées musulmanes, également désignées comme arabes, conquirent rapidement l’intégralité de l’Empire sassanide et privèrent l’Empire byzantin de ses territoires au Levant, dans le Caucase, en Egypte et en Afrique du Nord. En 642, les armées musulmanes avaient conquis l’ensemble de la Syrie et de l’Égypte, les provinces les plus riches de l’Empire byzantin.
Pour diverses raisons, la population byzantine de Syrie n’opposa pas une grande résistance. La fiscalité élevée, le pouvoir des grands propriétaires fonciers sur les paysans et la guerre récemment terminée avec les Perses comptent parmi les raisons pour lesquelles les Syriens accueillirent favorablement ce changement. Selon un témoignage conservé, « Les habitants de Homs répondirent [aux musulmans] : “Nous préférons de beaucoup votre gouvernement et votre justice à l’état d’oppression et de tyrannie dans lequel nous étions. L’armée d’Héraclius [Byzance], nous la repousserons effectivement… hors de la ville” ». Un autre facteur décisif dans l’accueil favorable réservé aux Arabes par les Syriens et les Égyptiens chrétiens tient au fait qu’ils considéraient le strict monothéisme de l’islam comme plus proche de leur propre position monophysite que de la doctrine de Constantinople, jugée comme un bithéisme honni, même si les historiens restent très partagés sur l'impact réel de ces divisions religieuses comme facteur d'explication des revers byzantins.
Le 11 février 641, Héraclius, empereur depuis trente et un ans et qui avait ramené l’Empire du bord de la ruine, mourut. Sa succession fut délicate du fait de la concurrence entre son fils aîné, Constantin III Héraclius et les rejetons de son union avec sa deuxième femme, Martine, notamment Heraclonas. En 643–644, Valentin, gendre de Constant, mena une campagne contre les Arabes, mais son armée fut mise en déroute ; il s’enfuit et son trésor fut capturé. Dans le même temps, Valentin tenta de s’emparer du trône de son beau-fils ; il échoua, la population de la capitale lynchant son émissaire Antoninos avant de tuer Valentin lui-même. L’Empire byzantin semblait se déchirer dans des luttes intestines, tandis que le « tsunami humain » de la conquête arabe poursuivait son avancée.

### Contexte religieux
Le concile de Chalcédoine, quatrième concile œcuménique, se tient en 451 et établit les fondements de la doctrine christologique : le Christ est une seule personne possédant deux natures, un Dieu parfait et un homme parfait, unis « sans confusion, sans changement, sans division et sans séparation ». Cette formulation est considérée comme une hérésie par les monophysites qui estiment, en bref, que Jésus-Christ est « une seule personne et une seule hypostase dans une seule nature : divine ». La croyance monophysite est largement répandue en Égypte et, dans une moindre mesure, en Syrie. L’État byzantin tente à plusieurs reprises de l’éradiquer.
L’empereur Héraclius consacre les dernières années de sa vie à rechercher une position théologique de compromis entre les monophysites et les chalcédoniens. Par son Ecthèse, il promeut une doctrine affirmant que Jésus, tout en possédant deux natures distinctes, ne dispose que d’une seule volonté ; la question de l’« énergie » du Christ n’est pas pertinente. Cette approche semble constituer un compromis acceptable et obtient un large soutien dans l’Orient chrétien. Le pape Honorius Ier et les quatre patriarches d’Orient — Constantinople, Alexandrie, Antioche et Jérusalem — donnent tous leur approbation à cette doctrine, appelée monothélisme, et il semble alors qu’Héraclius soit en passe de rétablir l’unité de l’Église.
Les papes de Rome s’y opposent cependant. Honorius Ier meurt en 638 et son successeur, Sévérin, condamne catégoriquement l’Ecthèse. Son successeur, Jean IV, rejette également la doctrine dans son intégralité, entraînant un important schisme entre les parties orientale et occidentale de l’Église catholique. Lorsque la nouvelle de cette condamnation parvient à Héraclius, celui-ci est déjà vieux et malade.
Parallèlement, des problèmes surviennent dans la province d’Afrique. Depuis la perte de l’Égypte, elle se trouve en première ligne face à l’expansion arabe. Nominalement province byzantine, elle est en pratique quasiment indépendante et constitue un foyer de contestation des politiques monothélites de Constantinople. La menace d’une invasion imminente renforce l’hostilité des évêques locaux envers le monophysisme, sachant que ses adeptes en Syrie et en Égypte avaient accueilli favorablement les envahisseurs arabes. La politique de compromis du monothélisme est également rejetée car elle est perçue comme un encouragement donné à des personnes considérées théologiquement comme des hérétiques et politiquement comme des traîtres potentiels. Un moine, Maxime le Confesseur, mène depuis longtemps une vigoureuse campagne contre le monothélisme ; en 646, il convainc un concile africain d’évêques, tous résolument chalcédoniens, de rédiger un manifeste contre celui-ci. Les évêques l’envoient au nouveau pape, Théodore Ier, qui écrit à son tour au patriarche Paul II de Constantinople, exposant le caractère hérétique de la doctrine. Paul, ardent monothélite, répond dans une lettre enjoignant au pape d’adhérer à la doctrine de la volonté unique. Théodore excommunie alors le patriarche en 647, déclarant Paul hérétique. Les divisions de la société byzantine et l’opposition ouverte à l’autorité impériale apparaissent alors au grand jour,.

## Typos un document politique
L’Écthèse de Héraclius était un document principalement théologique qui tente d’unir les nestoriens et les monothélites. Le document fait un compromis : le Christ a deux natures, une divine et une humaine, mais n’a qu’une volonté. Le typos, était quant à lui, un document plus politique que religieux. Le but étant de réunir les fidèles comme celui de l’Écthèse, mais au lieu de tenter un compromis, le typos cherche à clore la discussion. En effet, le typos dicte aux sujets de ne plus parler ni d’une ou de deux volontés du christ pour mettre fin à la dispute et aux séparations religieuses. Cette nouvelle loi est renforcée par des punitions si elle n’est pas respectée. Par exemple, un clerc peut se voir déposé de son poste, un moine excommunié et un simple citoyen peut recevoir un châtiment physique et aller jusqu’au bannissement.

## Le document
Le typos de Constant II n’a pas survécu jusqu’à nos jours et il n'en est pas fait mention dans les archives byzantines connues. L’information sur le contenu du document vient principalement des archives papales.

## Répercussions
La réponse de l’Église romaine face au typos fût de rassembler un concile pour essayer de contrecarrer le nouvel édit impérial. L’Église de Rome étant fermement nestorienne, cherche donc à s’opposer d’une part aux monothélites, mais aussi à l’édit impérial qui, au lieu de chercher une réponse théologique, cherche à clore la discussion. C’est donc en 649 que le pape successeur au pape Théodore, Martin Ier, convoque le concile de Latran sans l’autorisation impériale. Il faut retenir que ce concile ne fait pas partie des conciles œcuméniques reconnus par l’empire. En effet, ce qui rend un concile œcuménique est sa réception face aux autres églises de la chrétienté. Comme le concile se déroule à Rome, qu'il est contesté par d’autres églises et patriarches, le concile ne peut pas prétendre au titre d’œcuménique. Le concile est principalement composé de théologiens venant de l’est de l’Europe, mais également de moines grecs dirigés par Maxime le Confesseur. Le concile dure plusieurs jours, 20 canons sont finalement émis et condamnent le monothélisme. Le Typos n’étant pas respecté par le Pape de Rome, l’empereur Constant II ordonne  l’arrestation du patriarche ainsi que celle de Maxime le Confesseur. Le pape est arrêté en 654 par l’exarque Théodore Calliopas et est envoyé à Constantinople. En chemin, le Pape est détenu 19 jours sur l’ile de Naxos  puis est envoyé pour être jugé à la capitale de l’empire. Il est accusé de trahison, de conspiration contre l’empereur et est finalement condamné à l’exil en Crimée où il mourra en 655/656. De même, Maxime le Confesseur également accusé de conspiration et d’hérésie, sera envoyé en Thrace. Il semble ensuite avoir reçu un pardon impérial. Malgré tout, il continue à combattre le monothélisme. Il est donc jugé une fois de plus en 662 pour hérésie. Il perd sa langue et sa main droite après un  procès et se voit une fois de plus exiler en Géorgie actuelle. Celui-ci meurt la même année. Les événements suscités par le typos sont les précurseurs des grands schismes des deux Églises, celle de Rome et celle de Constantinople.